# مصياف
مصياف هي مدينة سورية تقع جنوب غرب مدينة حماة على مسافة 48 كم. ترتفع المدينة عن سطح البحر بما يقارب الـ 450 متراً وهي تقع على تقاطع خط الطول 36 شرقا مع خط العرض 35 شمالاُ تحيط بالمدينة مجموعة جبال أهمها جبل المشهد بارتفاع يبلغ 1027م تقريباً وجبل عين (الخنازير) بارتفاع 779 م تقريباً. وتأخذ المدينة موقعاً متوسطا بين الجبال الساحلية والسهول الداخلية من سوريا. وتشتهر بوجود سرعة عالية للرياح فيها (هواء قوي). وكان يطلق على مصياف اسم مصياد (لكثرة الصيد فيها) ومصيات وباللهجة العامية حاليا مصييت.

## الاقتصاد
مصياف المدينة تعتمد على التجارة. فنجد في السوق الرئيس والسوق الصغير عدد كبير من المحلات التجارية التي تبيع مختلف السلع لسكان القرى من ألبسة وأطعمة وخدمات، كما يعتمد أهل مصياف على الوظائف العامة، ويوجد أيضا في مصياف معمل كبير للأحذية، ومعمل صغير للسجاد، وقطع عسكرية للجيش السوري، ومركز تدريب عسكري لجيش التحرير الفلسطيني. أما قرى مصياف فتعتمد على الزراعة وخاصة الزيتون والتين والعنب والخضراوات.

## تاريخ مصياف وقلعتها

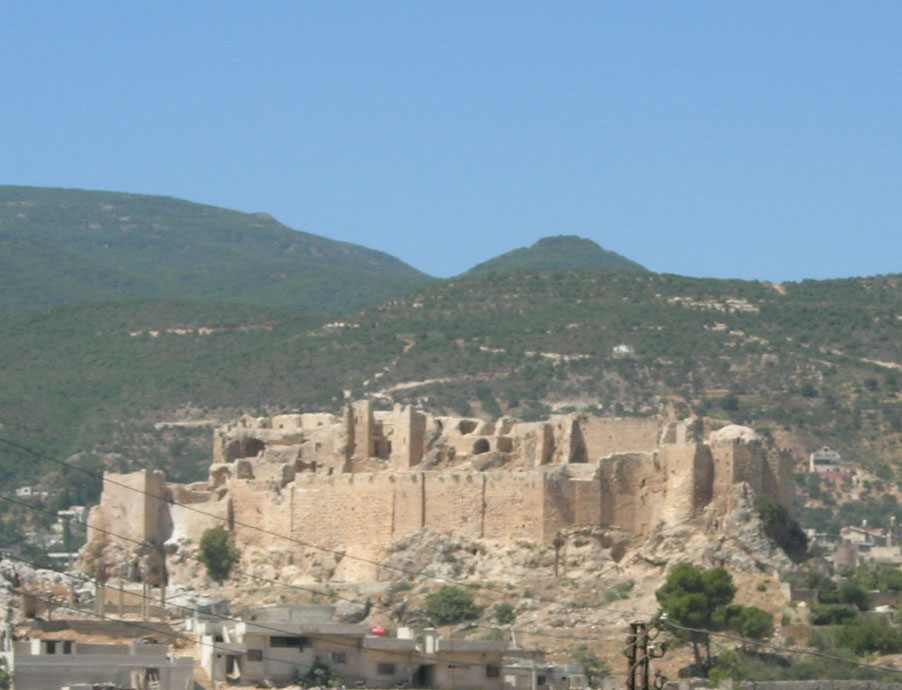
قلعة مصياف.

ارتبط اسم المدينة باسم قلعتها التي تربض في وسطها على كتلة صخرية امتدت من الشمال إلى الجنوب وتعود إلى المرحلة الرومانية و البيزنطية وقد بُنيت كقاعدة عسكرية لتأمين الطرق العابرة من الساحل إلى الداخل عدى عن تأمينها شبكة مواصلات ومسالك كانت هامة بالنسبة للرومان والبيزنطيين فهي تؤمن الطريق إلى طرابلس الشام مروراً بوادي النصارى وحصن سليمان وبرج صافيتا ثم إلى أنطاكية مروراً بقلعة أبو قبيس وحارم وإلى البقاع اللبناني عبر قلعة عكار وإلى حمص عبر قلعة بعرين وسهل حمص وإلى حلب عبر برج جرجرة وحماة فمعرة النعمان وهذه الطرق والمسالك كانت تعبرها أيضاً القوافل التجارية وهذا أعطى القلعة أهمية اقتصادية بالإضافة إلى أهميتها العسكرية. ويسند القلعة سور دفاعي ما زالت معظم أجزائه موجودة من الجهة الشرقية أما بقية الإتجاهات فقد اختلط فيها مع البناء وله أبواب ارتبطت تسميتها بالاتجاهات الأربعة. لم يبقَ منها سوى باب واحد ما زال يحتفظ بشكله. أما غرب المدينة وعلى قمة جبل يجاور جبل (المشهد) فتقع قلعة أخرى هي قلعة (القاهر)
وقد بُنيت في عهد سنان راشد الدين الذي تميزت فترته بالاستقرار وقد استقطبت مصياف العديد من الفلاسفة والشعراء والدعاة: مزيد الحلي، نور الدين أحمد، محمد الرفني، حسن البزاعي.

## قلعة مصياف

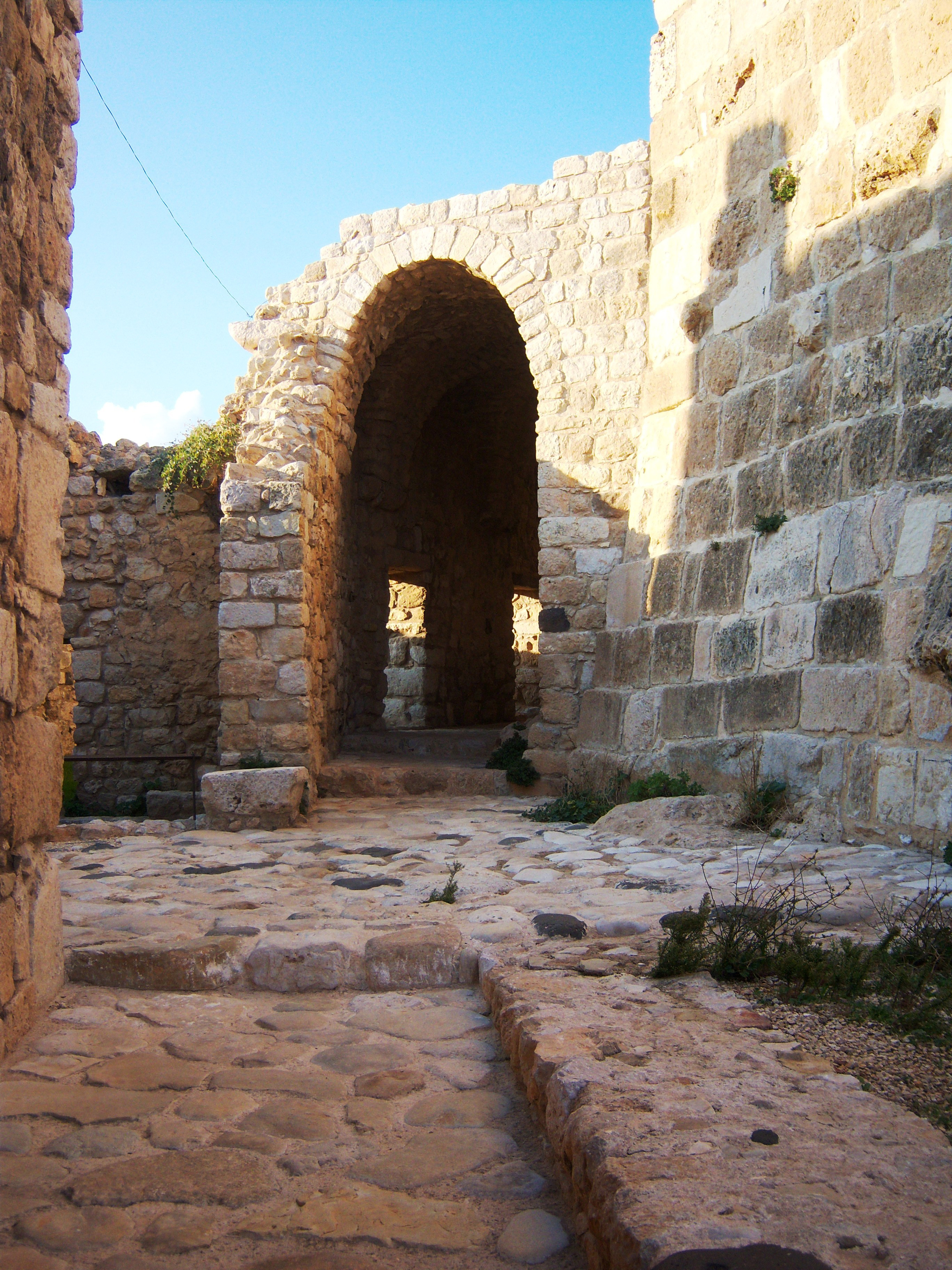
قلعة مصياف.

قلعة مصياف من معالم المدينة ولها أهميتها التاريخية ولاقت القلعة اهتمام ورعاية دولية حيث قامت مؤسسة الآغا خان للثقافة منذ عام 2000 بجهود مباشرة كبيرة أثمرت عن ترميم وتأهيل قلعة مصياف الأثرية وتدريب الكوادر المحلية وإعادة الاستخدام والتوظيف لبعض الفراغات في القلعة لاستخدامها مركزا للزوار والسياح وصالة معارض، بالإضافة لتزويد القلعة بالمرافق الضرورية والخدمات اللازمة من أجل تقديم القلعة للزوار والسائحين بشكل مناسب.
شملت أعمال الترميم أيضا سوق المدينة الأثري فأخذ السوق حلة جديدة تؤكد على مبدأ الحفاظ على تراث المدينة ويعتبر القرن الثاني عشر الميلادي بمثابة العصر الذهبي لهذه المدينة من ناحية القوة والنفوذ بعد أن استقر فيها شيخ الجبل وهو الداعية الشيعي الإسماعيلي سنان راشد الدين. فبنى فيها دولة قوية استعصت حتى على صلاح الدين الأيوبي من السقوط. وشكّل وقتها ما يسمى دولة مصياف (راجع كتب سيف الدين الدفتري) وهي دولة طائفية ترتبط بعلاقات قوية مع دولة حسن الصباح في إيران بقلعة الموت. وسقطت الدولة على يد الظاهر بيبرس القادم من مصر.

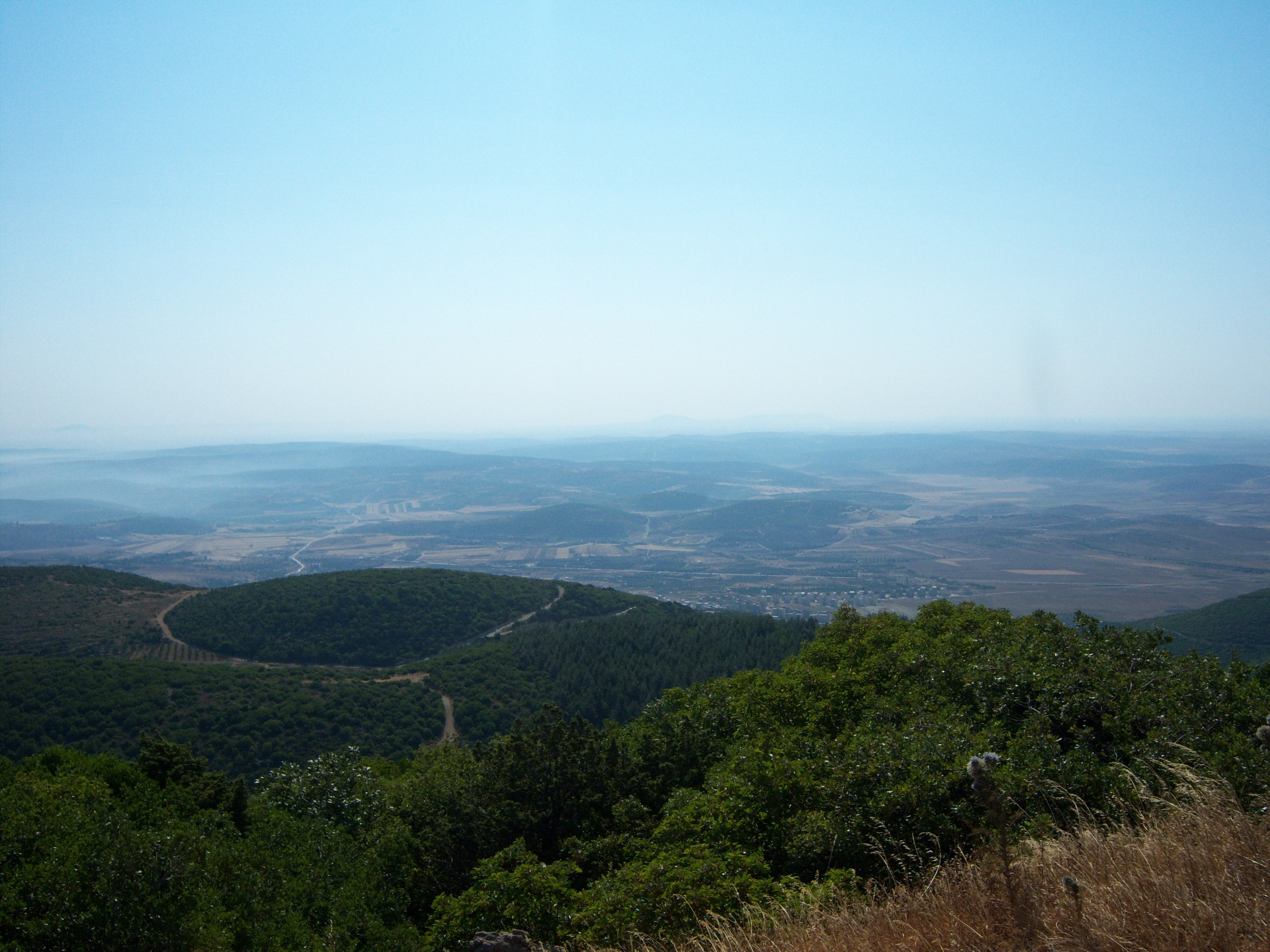
جبال مصياف.

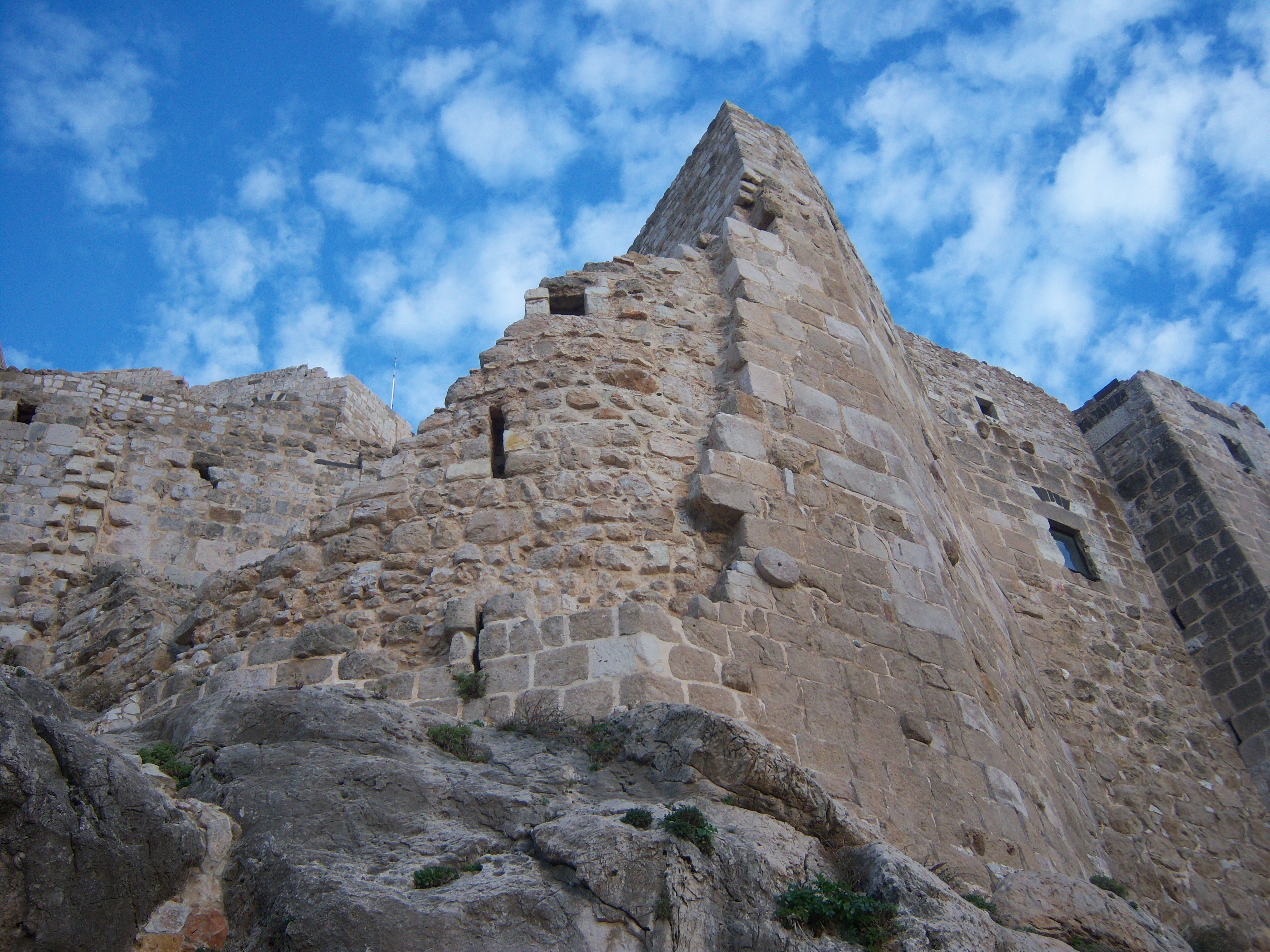
قلعة مصياف من الخارج (الجهة الجنوبية الشرقية).

## معرض صور

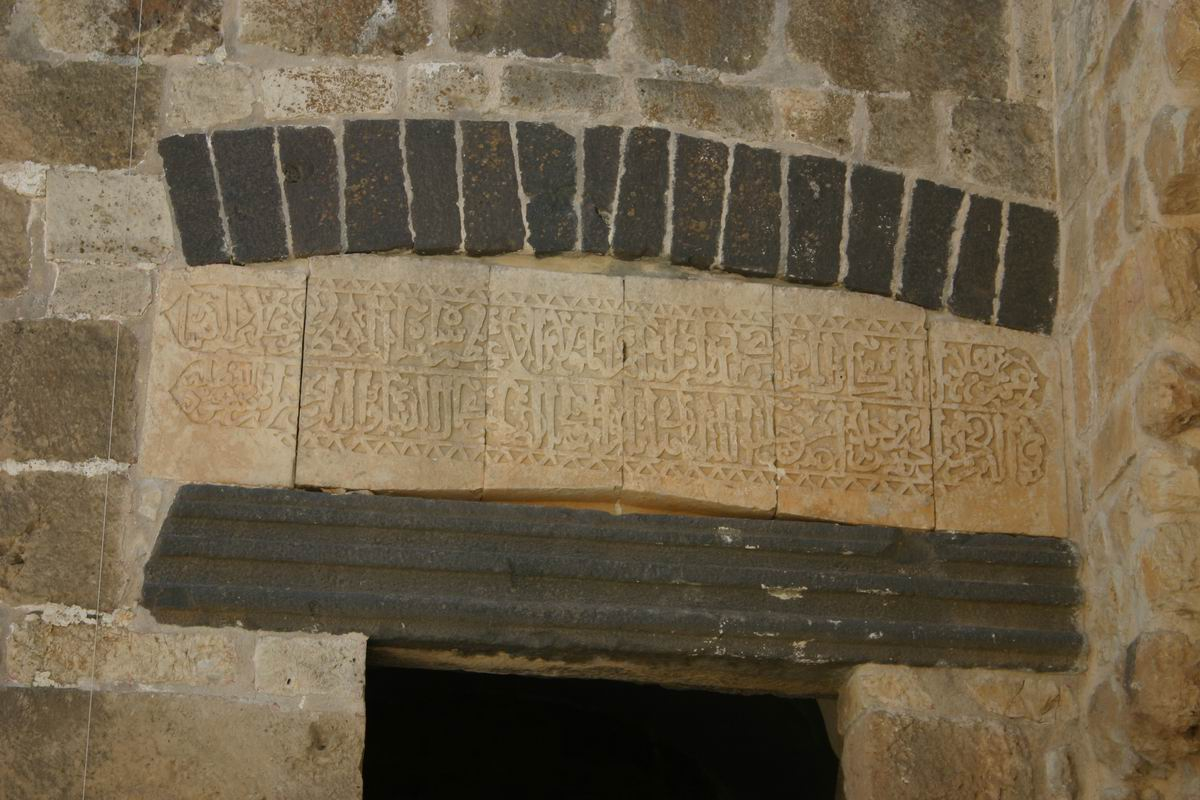
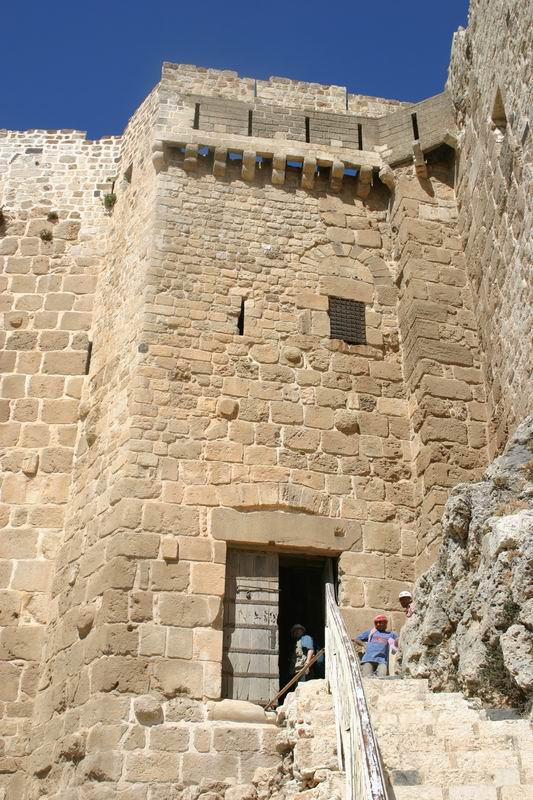
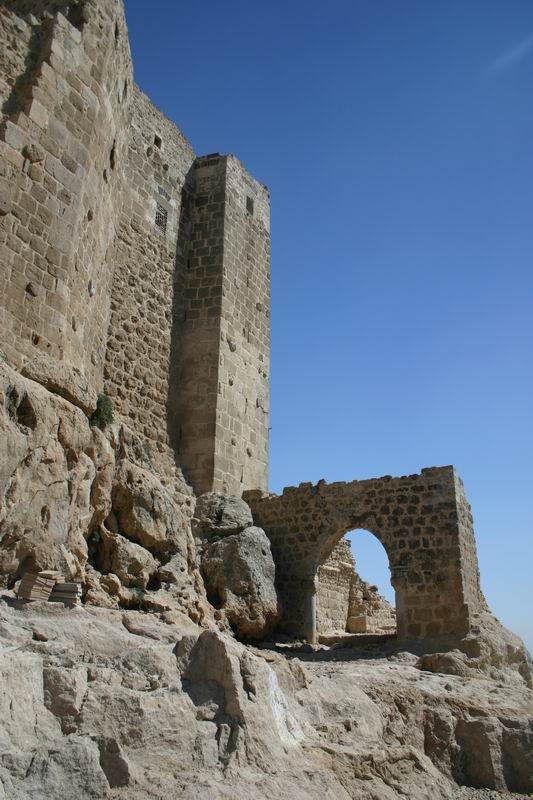
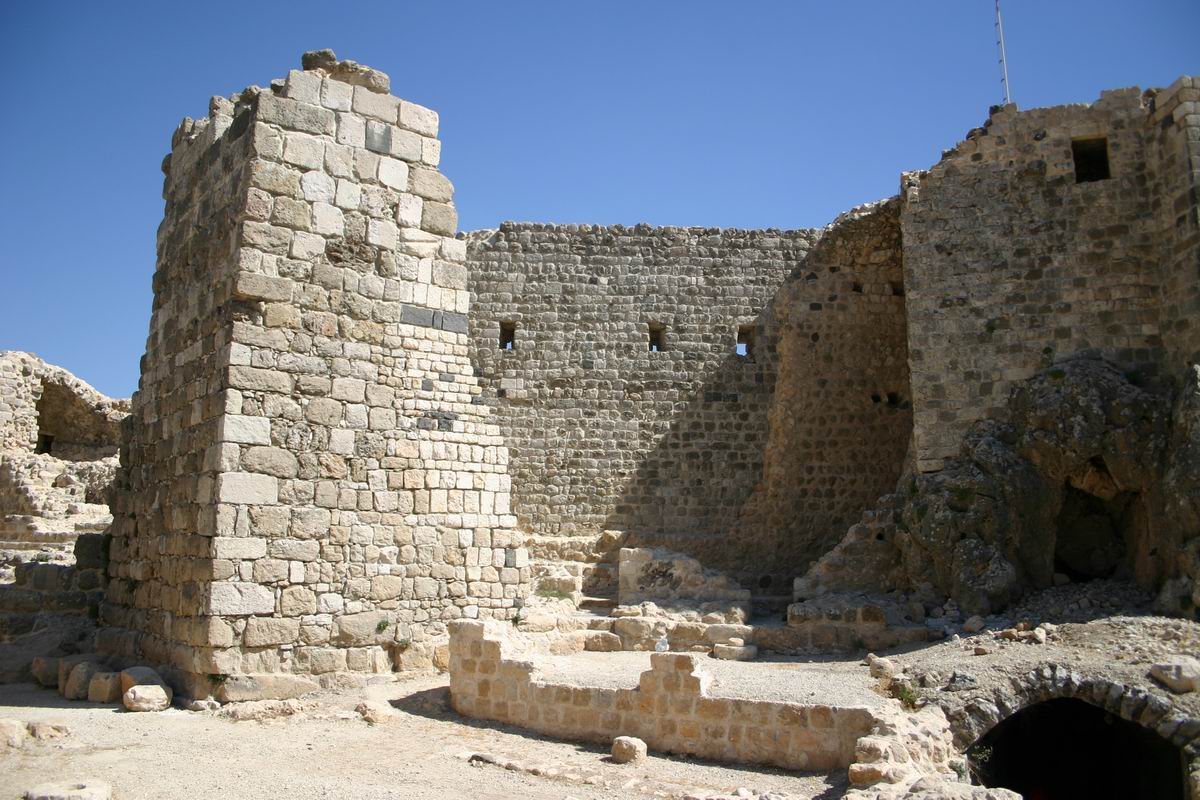